# Lemud
Lemud är en kommun i departementet Moselle i regionen Grand Est (tidigare regionen Lorraine) i nordöstra Frankrike. Kommunen ligger i kantonen Pange som tillhör arrondissementet Metz-Campagne. År 2022 hade Lemud 524 invånare.

## Befolkningsutveckling
Antalet invånare i kommunen Lemud
| Referens: INSEE |